# Piranha Bytes
Piranha Bytes GmbHは、エッセンに拠点を置くドイツのコンピュータゲーム開発会社。1997年に設立され、コンピュータRPGの『Gothicシリーズ』、『Risenシリーズ』、『ELEXシリーズ』で知られる。
1997年に設立され、 1999年にPhenomediaに買収された。Phenomediaが2002年5月に破産申請した際、Piranha Bytesの経営陣がスタジオを買収した。その後、2019年5月にEmbracer Group傘下にあるTHQ Nordicの子会社となった。
2023年12月から閉鎖手続き中であると報じられ、Embracerが新しい所有者を見つけられなかったため、2024年6月頃に閉鎖されたとみられるが、同社は公式声明は出していない。

## 歴史
1997年10月12日、ボーフムの開発スタジオGreenwood Entertainmentがコンピュータゲーム『Gothic』を開発する過程で、アレクサンダー（アレックス）・ブルッゲマン、ミヒャエル（マイク）・ホーゲ、ステファン・ニュル、トム・プツキらにより、Piranha Bytes Software GmbHが設立された。1999年、Piranha Bytes Software GmbHは、Greenwood Entertainmentの親会社であるPhenomedia AGの100%子会社となった。2001年3月、ドイツのパブリッシャShoeboxから『Gothic』は発売された。2002年11月には、早くも続編『Gothic II』がオーストリアのパブリッシャJoWooDから発売された。

2002年に、親会社のPhenomediaが財務上の不祥事の末破産申請した。Piranha Bytes Software GmbHのスタジオ経営陣と一部の従業員がマネジメント・バイアウト（MBO）によりゲームの商標と知的財産権を取得し、新たに設立されたPluto 13 GmbHに譲渡された。商号は「Piranha Bytes」となった新会社である。4人の創設者の内、一人だけが新法人に残りチームを率いた。2003年3月、Piranha Bytesはボーフムからエッセンに移転した。Pluto 13 GmbHの株主は全て経営陣とスタッフであり、2004年3月6日にベルリンで設立された連邦コンピュータゲーム開発者協会（G.A.M.E.）の創設メンバーである。同協会が運営する「G.A.M.E.」では、ゲーム開発者向けのセミナーを開催している。
『Gothic 3』の開発と発売をめぐる論争の後、は2007年5月22日に当時のパブリッシャJoWooDと決別することを発表した。アドオンの『Gothic 3: Götterdämmerung』は、『Gothicシリーズ』で初めてPiranha Bytesが開発しなかったゲームとなる。2007年6月18日、Piranha BytesとDeep Silver（Koch Mediaのゲームレーベル）は、今後の協力関係を発表した。しかし、『Gothicシリーズ』での開発権を持たないPiranha Bytesは、『Risenシリーズ』で"『Gothic』風"のゲームを開発し続けた。2009年10月2日、1作目『Risen』がDeep Silverをよりリリースされた。Gamescom 2010で『Risen 2』が発表され、2012年4月27日にDeep Silverからリリースされた。『Risen 2: Dark Waters』はドイツ開発者賞2012で、「ベストロールプレイングゲーム」「ベストグラフィックス」「ベストサウンド」「ベストドイツゲーム」「ベストゲームデザイン」「ベストコンソールゲーム」の6部門にノミネートされ、Piranha Bytesは「ベストスタジオ」にも選出された。 しかし、受賞したのは「ベストロールプレイングゲーム」のみだった.
Piranha Bytesによると、その間にJoWoodの権利が切れたため、2012年に『Gothic』ブランドの継続権がスタジオに戻った。しかし、2012年2月のインタビューでプロジェクトディレクターのビョルン・パンクラッツ は、「当面は『Gothicシリーズ』制作の計画は無い」と述べている。2013年1月20日、創設メンバーの一人アレクサンダー・ブルッゲマンが、長い闘病生活の末死去した。ブルッゲマンは『Gothic 1』のリリース後にPiranha Bytesを離れ、小さなゲームプロジェクトに従事した後、Ubisoftの『The Settlers: Rise of an Empire』のゲームデザインなどをしていた。
2014年2月に『Risen 3: Titan Lords』が発表され、同年8月14日に発売された。Piranha Bytesはこの作品でGamescom Award 2014の「ベストロールプレイングゲーム賞」を受賞している。
2015年6月1日、Piranha Bytesは、ポスト・アポカリプスな世界を舞台にしたサイエンス・ファンタジー『ELEX』を発表した。これはオープンワールド形式のアクションロールプレイングゲームで、THQ Nordic（発表時はNordic Games）が出資し、発売も行った。ゲームは2017年10月17日にPlayStation 4、Xbox One、Windows向けに発売された。 翌年、ドイツ・コンピュータゲーム賞の観客賞を受賞した。
2019年5月22日、Embracer Group傘下のTHQ Nordicは、Piranha Bytesの買収を発表した。さらに、Piranha Bytesは2019年12月に、Twitterで「現在制作中のロールプレイングゲームを2020年に発表予定」と、タイトルを伏せて発表している。これは様々なゲーム雑誌で、「『ELEX』の続編ではないか」と推測された。しかし、2020年10月にPiranha Bytesは「2020年に発表されることはない」と述べた。そして2021年6月15日、ついに『ELEX 2』が発表され、2022年3月1日に発売された。
2023年、Embracer Groupは大幅なレイオフやスタジオ閉鎖など、未払債務を減らすためのコスト削減策を実施し始めた。THQ Nordic は同年末、Piranha Bytes の買い手を探し始めたと報じられた。これがうまくいかなかったため、12月に全スタッフのレイオフを開始し、翌年に入ってもこの流れは続き、同社はもぬけの殻となった。連邦経済エネルギー省は、320万ユーロの開発資金を提供したコードネーム「WIKI6（『ELEX』第3作に相当）」を一時的にウェブサイトから削除したが、規模が縮小した姉妹スタジオFishlabsでキャンセルされたプロジェクトとは異なり、資金提供の申し立ては取り下げられていないとして、「Currywurst」として復活させた。

### スタジオ閉鎖
2024年1月22日、Piranha BytesはSNSでメッセージを発信した。現在困難な状況にあることを認めつつ、「まだ見捨てないでください！」の文言と共に、今後のプロジェクトのパートナーを探しつつ、コミュニティに最新情報を提供することを約束した。2024年7月、そのようなパートナーを見つけることができなかったため、6月下旬にスタジオが閉鎖されたことが確認された。ただ、それに関する公式の声明は出ていない。
元従業員の何人かは独立系スタジオPithead Studioを設立し、Piranha Bytesの設立当初から参加していたビョルン・パンクラッツと妻のジェニファーが率いており、「没入感のある素晴らしいインディーゲームを開発する」ことを望んでいるという。

## 従業員
ゲームデザイナーであるビョルン・パンクラッツの2017年の発言によると、開発者の人数は一貫して30人前後という。Piranha Bytes全体としては、ほぼ開発者だけで構成されている。 Embracer Groupの2021年の年次報告では、Piranha Bytesの総人数は33人と報告された。

## 開発作品
| 発売年 | タイトル                      | プラットフォーム                                       | ゲームエンジン | 発売元                                                    |
| ------ | ----------------------------- | ------------------------------------------------------ | -------------- | --------------------------------------------------------- |
| 2001   | Gothic                        | Microsoft Windows                                      | ZenGin         | DE:Egmont Interactive EU:THQ NA:Xicat Interactive         |
| 2002   | Gothic II                     | Microsoft Windows                                      | ZenGin 2.0     | EU:JoWooD Productions NA:Atari, Inc.                      |
| 2003   | Gothic II: Night of the Raven | Microsoft Windows                                      | ZenGin 2.0     | JoWooD Productions                                        |
| 2006   | Gothic 3                      | Microsoft Windows                                      | Genome-Engine  | EU:JoWooD Productions/Deep Silver AU:Auran NA:Aspyr Media |
| 2009   | Risen                         | Microsoft Windows/Xbox 360                             | Genome-Engine  | Deep Silver                                               |
| 2012   | Risen 2: Dark Waters          | Microsoft Windows/PlayStation 3/Xbox 360               | Genome-Engine  | WW:Deep Silver JP:Ubisoft                                 |
| 2014   | Risen 3: Titan Lords          | Microsoft Windows/PlayStation 3/PlayStation 4/Xbox 360 | Genome-Engine  | Deep Silver                                               |
| 2017   | ELEX                          | Microsoft Windows/PlayStation 4/Xbox One               | Genome-Engine  | THQ Nordic                                                |
| 2022   | ELEX II                       | Microsoft Windows/PlayStation 5/Xbox Series X/S        | Genome-Engine  | THQ Nordic                                                |